# Enterprise (Wirginia Zachodnia)
Enterprise – jednostka osadnicza w Stanach Zjednoczonych, w stanie Wirginia Zachodnia, w hrabstwie Harrison.